# Saudiarabien
Saudiarabien (kortform på arabiska: السَّعُودِيَّة, al-Saudiyya, eller السُّعُودِيَّة, al-Suudiyya), formellt Kungariket Saudiarabien (المملكة العربيّة السّعوديّة, al-Mamlaka al-Arabiyya al-Saudiyya), är ett kungarike grundat 1932, beläget på Arabiska halvön i sydvästra Asien. Landet gränsar till Jordanien, Irak, Kuwait, Persiska viken, Bahrain, Qatar, Förenade arabemiraten, Oman, Jemen och Röda havet. Det är den till ytan största staten i Mellanöstern. Dess huvudstad är Riyadh.
Islam uppstod i det inre av den Arabiska halvön och dess två heligaste platser, Kaba i Mecka och profeten Muhammeds grav i Medina ligger i nuvarande Saudiarabien. Islam är statsreligion. Det stora flertalet bekänner sig till en strikt, sunnimuslimsk tolkning av islam som kallas wahhabism. Styrelseskicket är baserat på absolut monarki.
Det är ett av världens oljerikaste länder, med 25 % av världens oljetillgångar.

## Historia
Vid tiden för saudiernas framträdande på Arabiska halvön på 1700-talet var den i dess inre till större delen bebodd av nomadiserande beduinstammar. Några egentliga statsbildningar fanns inte med undantag av de jemenitiska och omanska områdena utmed Adenviken och Arabiska havet. Arabien räknades politiskt till Osmanska riket.

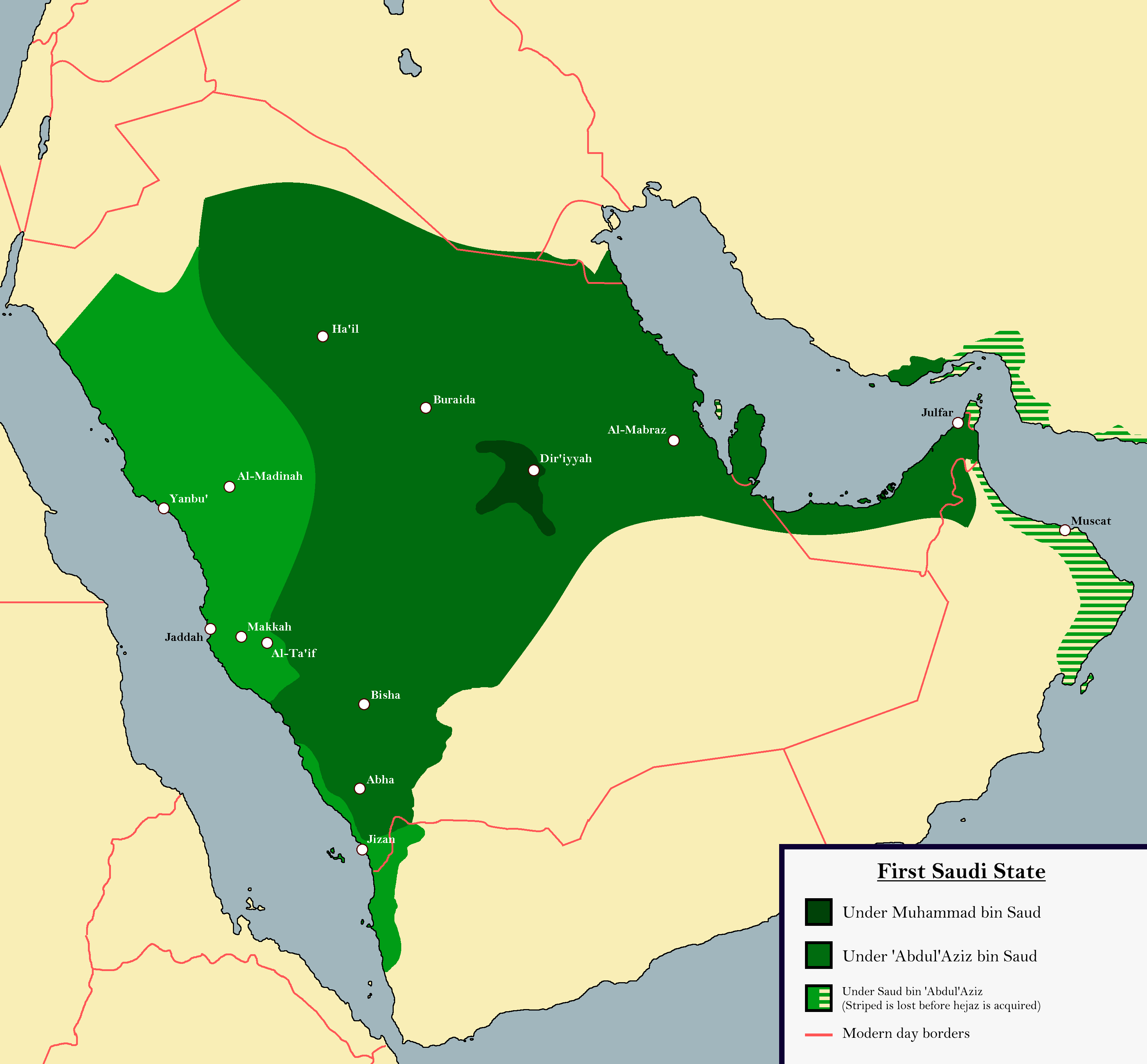
Första saudiska rikets expansion (1744–1816).

År 1744 förenade sig huset Saud med den fundamentalistiska reformrörelsen wahhabiterna för att på det viset ena de arabiska beduinstammarna och rensa islam från orenheter. Den lokale härskaren Muhammed ibn Saud i staden Diriyah i Najd utvidgade med wahhabiternas hjälp sitt område vilket efter hand blev det ledande riket i det inre av Arabiska halvön och kontrollerade största delen av Najd och landet ut till Persiska viken. Fram till och med första årtiondet in på 1800-talet hade detta första saudiska rike kommit till att omfatta även den västra delen av halvön. De heliga städerna Mecka och Medina renades genom att rensa bort alla spår av "avgudadyrkan" och andra företeelser som inte passade in i wahhabiternas syn på islam, och för första gången sedan islams äldsta tid förenades större delen av Arabien under en enda härskare – huset Saud.
Den osmanske sultanen som var oroad över saudiernas växande makt gav vicekungen av Egypten, Muhammed Ali, i uppdrag att återta de saudiska områdena. Denne sände 1813 en armé till området och efter många år av strider hade osmanerna 1819, då de återvände till Egypten, lyckats återerövra de västra delarna utmed Röda havet samt Diriyah och Riyadh och området däromkring.
Huset Saud återvände till makten redan efter några år efter en återuppbyggnadsperiod av landet. Det andra saudiska riket varade till 1891 då det dukade under för dynastin Rashid som härskade över ett stort område runt oasen Hail i Najd i nordvästra delen av Arabiska halvön.
Abdul Aziz bin Abdul Rahman Al Saud, (internationellt känd som Ibn Saud), kunde som saudiernas ledare och imam i Riyadh från 1902 ånyo utnyttja de wahhabitiska fundamentalisterna och förenade beduinstammar för en segerrik militärexpansion. Avgörande var härvid segern över den konkurrerande hashimitiska dynastin från vilken Ibn Saud 1925 kunde erövra Kungariket Hijaz (med de heliga städerna). Efter ytterligare erövringar blev hela det inre av Arabiska halvön, från Persiska viken till Röda havet 1932 förenat till en enhetlig stat, kungariket Saudiarabien. 
Ibn Sauds sista erövringskrig blev det anfall som han våren 1934 inledde mot Jemen. Företaget misslyckades helt och fred slöts redan samma år.
Genom den rika förekomsten av olja som upptäcktes 1938 uppnådde landet välstånd och fick stor internationell betydelse genom oljeexporten till världens industrinationer.

## Geografi

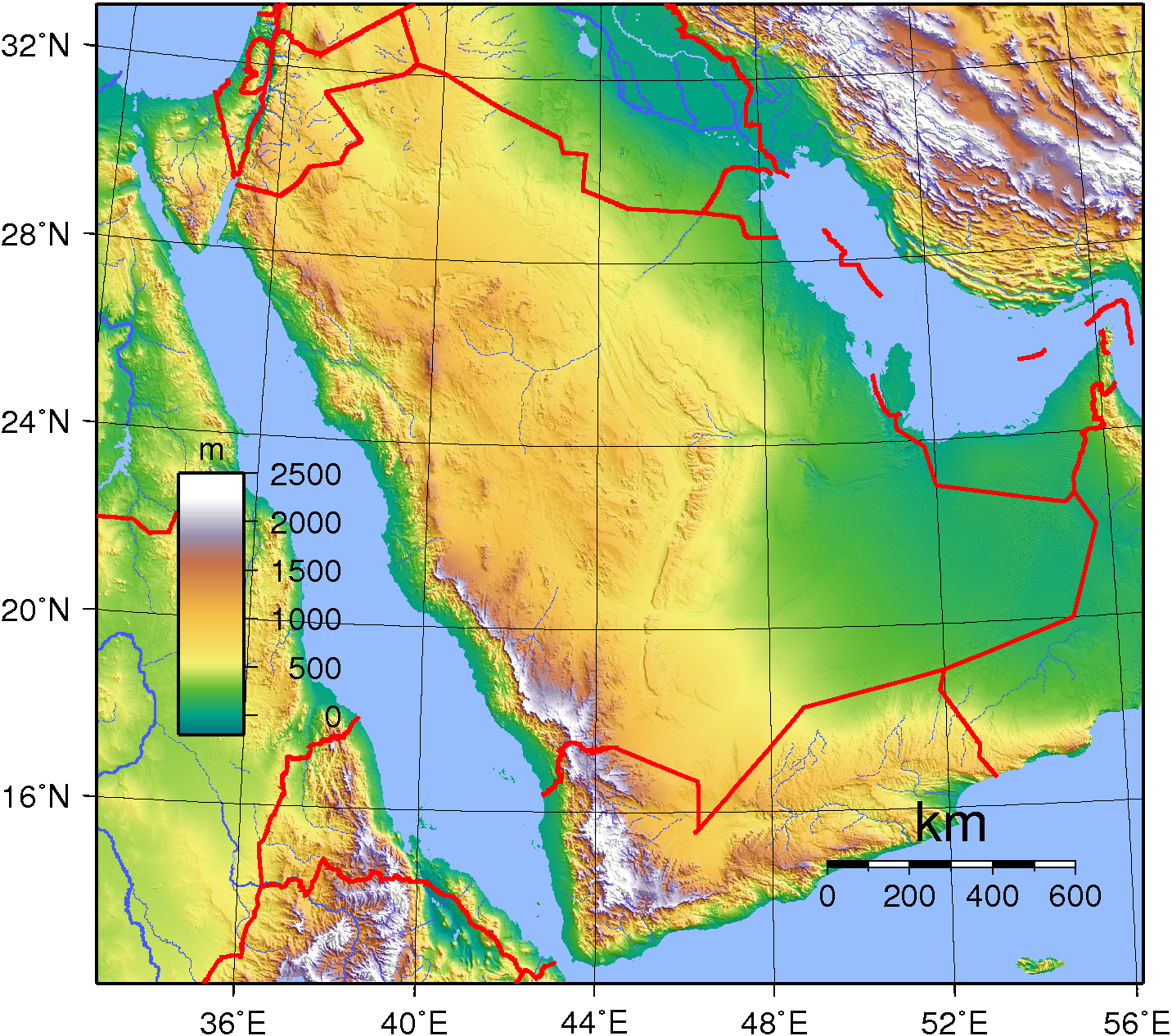
Topografisk karta över Saudiarabien.

### Topografi och hydrografi
Arabiska halvön består till största delen av ett vidsträckt högland. Platåns branta kant i väster löper parallellt med Röda havets kust och i nordväst finns knappt något kustland. De högsta bergstopparna ligger i sydväst i Asirbergen. Österut sluttar höglandet sakta mot den grunda Persiska viken vars kust är kantad av sumptrakter och saltområden. Höglandet består till övervägande del av sandöken med några områden av enbart vulkanisk sten. Den stora öknen Rub al Khali, ”det tomma området”, sträcker sig över hela den sydliga delen av landet. Det högsta berget är Jabal Sawda', 3 133 meter högt.

### Klimat
Klimatet är övervägande hett och torrt. I landets inre förekommer betydande temperaturskillnader särskilt mellan natt och dag. På sommaren kan dagstemperaturen gå upp till 40 grader, under vintern kan temperaturen på nätterna nå under fryspunkten. Den genomsnittliga årstemperaturen är 28 grader °C. Den största delen av den sparsamma årsnederbörden faller mellan november och januari.

### Växt- och djurliv
Vegetationen inskränker sig mestadels till kort gräs och buskar. I de vitt spridda oaserna växer dadelpalmer. Den arabiska oryxantilopen liksom andra antiloparter vilka tidigare har utrotats genom jakt finns nu åter i ett litet antal i fritt tillstånd tack vare diverse djurskyddsprojekt. Några sångfågelarter är utrotningshotade. Av övriga djur är vildkatter allmänt förekommande, flyghöns lever i öknen, dessutom finns ökenråttor och andra gnagare, diverse reptiler och insekter. Eremitibisen och halsbandsparakiten är invandrade fåglar. I vattnet ut med Röda havets kuster vimlar det av liv, särskilt i korallreven.

## Styre och politik

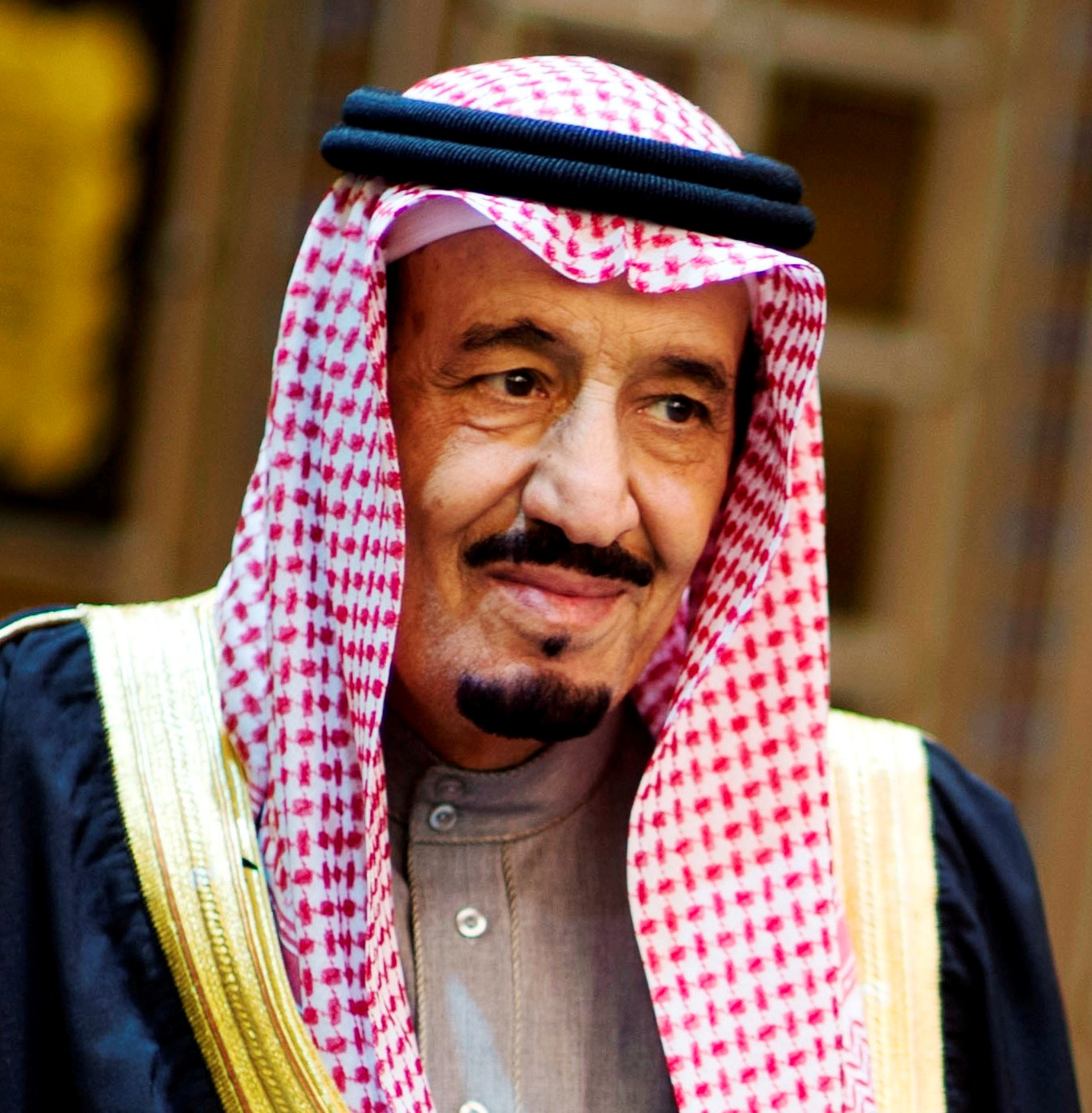
Salman bin Abdul Aziz, Saudiarabiens kung.

### Författning och styre
Enligt den första skrivna saudiarabiska grundlagen, som publicerades i början av mars 1992, är Saudiarabien en monarki med sunnimuslimsk konstitution, som skall försvara de mänskliga rättigheterna som de tolkas av sharia (artiklar 1 och 28).
Successionsordningen fastslås i grundlagen (artikel 5, 21 juni 2017): tronen tillkommer sönerna till Saudiarabiens grundare, kung Abdul Aziz, och deras barnbarn. Nuvarande kung är Salman bin Abdul Aziz. Kungen utnämner sin kronprins, och gränsen mellan deras befogenheter kan variera efter kungens beslut. Vid kungens död övertar kronprinsen tronen. Enligt grundlagen skall efterträdaren vara den mest lämpade (artikel 5). Nuvarande kronprins och landets biträdande regeringschef är Mohammed bin Salman.
Kungen är statschef, regeringschef, högste befälhavare i armén, och ledare för Majlis Al-Shura, en nationalförsamling. Majlis Al-Shura fungerar som rådgivande organ för kungen och hans ministrar, och utgörs av framstående personer som rekryteras utanför kungahuset. Grundlagen fastslår att monarken skall utöva rättvisa enligt sharialagen (artikel 9), varmed landet saknar en lagstiftande församling liknande de parlament som finns i omvärlden. Grundlagen definierar maktdelningen i termer av dömande makt, verkställande makt och organisatorisk makt (artikel 44). I stället är det särskilda sharialärda och de äldstes religiösa råd, uleman, som avgör sharias tillämpning (artikel 45, 83), och monarken som träffar internationella avtal, och undertecknar lagarna (artikel 70). Landet skall styras enligt principen om shoura (dialog eller konsultation), vilket dels tar sig uttryck i rådens starka ställning, men även i att varje medborgare har möjlighet att klaga inför Majlis samt att diskutera vilken fråga som helst inför myndigheter (artiklar 83, 8 och 43). Den dömande makten är oavhängig den verkställande, och skall enligt stadgarna inte ha någon annan auktoritet än sharia (artikel 46).
Saudiarabiens regering är ett ministerråd med verkställande makt som utses av kungen. Kronprinsen är bland annat vice regeringschef och försvarsminister. Till regeringsmaktens ansvarsområden hör enligt grundlagen, bland annat att uppmuntra vetenskap, bidraga till den islamiska och mänskliga civilisationen, sörja för allmän hälsa, utplåna analfabetism, utveckla miljöarbetet och motverka miljöförstöring, stå för arbetsmöjligheter och garantera social säkerhet (artiklarna 27–32). Ett särskilt fokus i grundlagen fästs vid familjens position i samhället som dess nav (9–13). Kungen utnämner också landets guvernörer och medlemmarna i landets tretton provinsråd, ett i varje provins (mintaqat).

### Administrativ indelning
Saudiarabien är indelat i tretton provinser: Asir, al-Baha, Hail, al-Hudud ash-Shamaliyya, al-Jawf, Jizan, Medina, Mecka, Najran, al-Qasim, Riyadh, ash-Sharqiyya och Tabuk. Provinserna är i sin tur är indelade i 118 guvernement (muhafazat, singular muhafazah).

### Mänskliga rättigheter
Det här avsnittet är helt eller delvis baserat på material från  engelskspråkiga Wikipedia, Women's rights in Saudi Arabia.
Situationen för de mänskliga rättigheterna i Saudiarabien är föremål för omfattande internationell kritik. Rättssäkerheten brister och frånvaron av kodifierad lag ger oförutsägbarhet. Politiska partier och fackföreningar är inte tillåtna och det finns inte någon strejkrätt. Den arbetsrättsliga situationen för många gästarbetare rapporteras fortfarande vara bristfällig. I vissa frågor med koppling till mänskliga rättigheter förekommer dock en viss intern debatt.

Dödsstraff tillämpas och som regel sker avrättningarna i form av halshuggning för män och arkebusering för kvinnor Avrättningen sker ofta offentligt med svärd. Dödsstraff kan utdömas för bland annat mord, våldtäkt, smuggling av droger, väpnat rån, samkönad sexuell aktivitet, apostasi samt även brottet ”corruption on earth” som till exempel trolldom och magi. Minst 1 839 personer avrättades i Saudiarabien från 1980 fram till maj 2008. Antalet avrättade minskade gradvis från år 2000 (123) till år 2006 (39) för att sedan öka igen. 

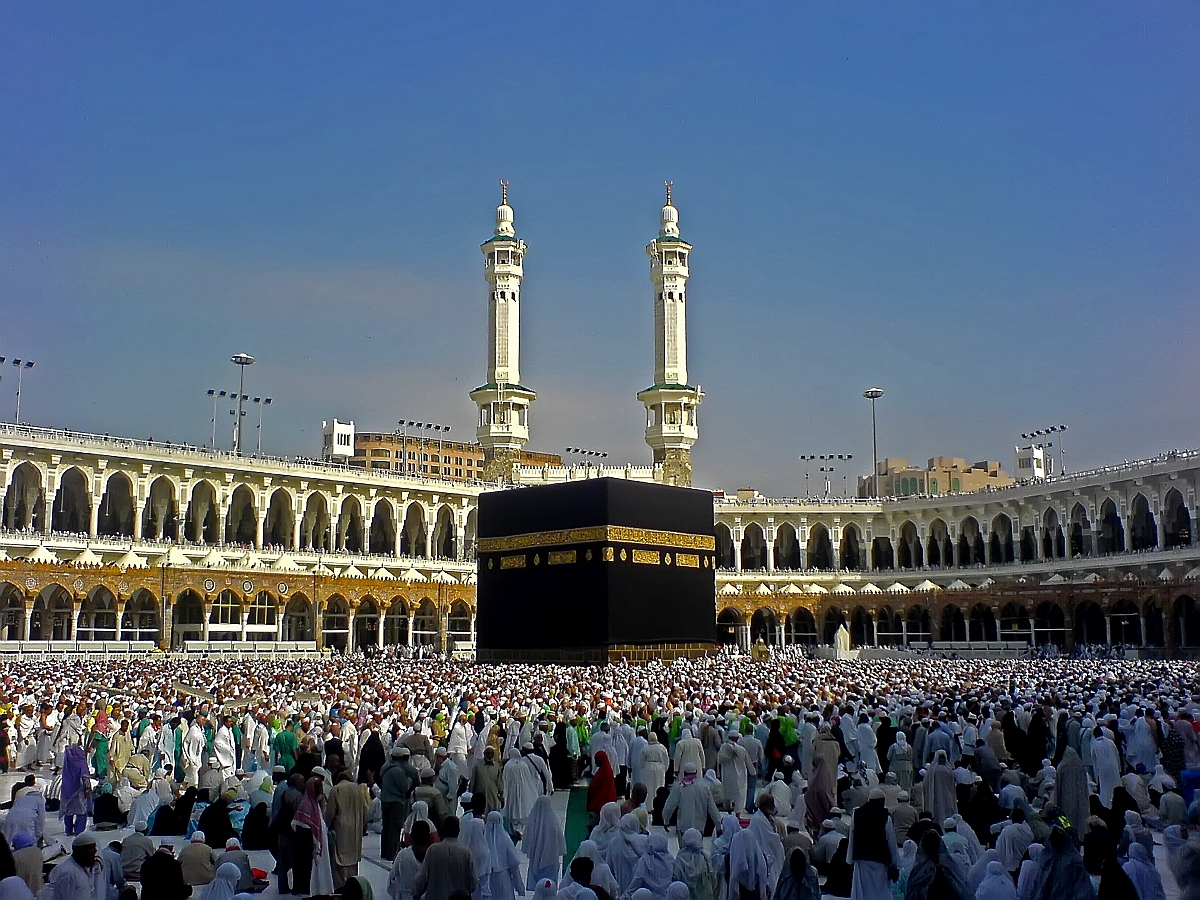
Mecka är islams heligaste plats och enligt saudisk lag förbjuden att besöka för icke-muslimer. På bilden ses stadens tillika världens största moské, Masjid al-Haram, och i mitten Kaba.

(Utdrag ur ) Religionsfrihet existerar inte i Saudiarabien och saudisk lagstiftning föreskriver inte heller detta. Religiösa minoriteters rättigheter respekteras inte. Frihetsberövanden på religiösa grunder förekommer, bland annat när det gäller kristna gästarbetare som samlas privat för att hålla gudstjänst och bön. Ateism är straffbart med dödsstraff som påföljd. Efter ett möte med påven i mars 2008 beslutade dåvarande kung Abdullah att den första kyrkan i Saudiarabien får byggas.
Lagar och traditioner i Saudiarabien samverkar till en omfattande könssegregering; kvinnor och män hålls åtskilda utanför hemmet och kvinnor vistas endast undantagsvis i det offentliga rummet. Det är i princip helt otillåtet för en kvinna att på egen hand träffa en man utanför släkten, och kan bestraffas enligt lag. Kvinnors rättigheter att arbeta, äga och förvalta egendom och att rösta i allmänna val i Saudiarabien är kraftigt inskränkt. Så även deras klädsel. Enligt tradition så har kvinnor en roll i samhället som mödrar och att sköta hushåll, men så behövs kvinnor i flera yrken så som många vårdyrken då en kvinna inte får vårdas av en manlig läkare och vice versa, förutom i yttersta nödfall.
Fram till 1962 tilläts slaveri i Saudiarabien. Än idag behandlas gästarbetare bryskt; de kan hållas inlåsta av sina arbetsgivare, utsättas för misshandel och våldtäkter, och i vissa fall sedan slängas i fängelse för att ha blivit ”olagligt gravida”.

### Internationella relationer
Saudiarabien är den mäktigaste medlemmen av de muslimska ländernas organisation IKO (Islamiska konferensorganisationen) grundad 1969. Organisationen har 57 medlemmar och sitt högkvarter och sekretariat i Jedda, Saudiarabien. Saudiarabien är en av de största finansiärerna av verksamheten och hör till dess mest inflytelserika medlemmar.
I samband med IKO verkar också den islamiska utvecklingsbanken (IsDB), vars medlem muslimska länder i organisationen kan bli genom att betala medlemsandel.[källa behövs]

### Försvar
Den saudiska försvarsmakten har en budget på över 48,2 miljarder amerikanska dollar (år 2011) vilket motsvarar 11,4 % av bruttonationalprodukten.
Försvarsstyrkorna utgörs av en yrkesarmé och omfattar omkring 224 500 soldater, inklusive paramilitära styrkor. År 1990 var antalet soldater 90 000. Till detta kommer en mobiliseringsreserv på omkring 5,9 miljoner man. Större delen (85 %) av utrustning och vapen kommer från USA.[när?]
Europaparlamentet beslutade 2016 att tillfälligt införa vapenembargo mot Saudiarabien, med anledning av hur Jemens civilbevolkning har drabbats av konflikten med Saudiarabien.
Saudiarabien är den första och hittills enda arabiska stat som har en särskild strategisk försvarsgren – Kungliga saudiska strategiska missilstyrkan – med robotar som Kina sålde till Saudiarabien år 1987. Försvarsgrenen har en personalstyrka på mer än 1 000 personer men uppgifterna om det exakta antalet och organisationens budget är hemliga.
- Armén: 80 000 soldater fördelade på 4 pansarbrigader, 5 motoriserade brigader och 1 luftburen brigad. Utrustningen utgörs av 1 055 stridsvagnar, 170 kanonvagnar, 238 kanoner och fler än 800 övriga stridsfordon.
- Marinen: 15 500 man fördelade på Röda havs-flottiljen och Persiska viken-flottiljen. Flottan omfattar 18 örlogsfartyg (7 fregatter, 4 korvetter och 7 minsvepare) och 75 små, snabba båtar samt 31 helikoptrar, varav 21 är stridshelikoptrar. 3000 Mariner och 4 batterier av sjömålrobotar.
- Flygvapnet: 19 000 soldater, 293 stridsflyg och 78 helikoptrar.
- Kungliga saudiska strategiska missilstyrkan har tre baser med 30 ~ 120 DF-3 (CSS-2) Dongfeng-missiler med en räckvidd på upp till 2 800 km.[32][33][34]
- Luftvärnet: 16 000 soldater. 17 stora radarstationer, 5 flygradar och 51 enheter med luftvärnsmissiler.
- Paramilitära styrkor: 25 000 soldater.[35]
- Gränsbevakning: 1 050 soldater.
- Kustbevakning: 4 000 soldater, 50 patrullskepp och 350 patrullbåtar.
- Säkerhetsstyrkor: Cirka 500 soldater.

## Ekonomi och infrastruktur
Saudiarabiens huvudsakliga inkomstkälla var tidigare den årliga pilgrimsfärden till de heliga städerna Mekka och Medina. Numera kommer landets rikedom främst från olja och naturgas. Med några av världens största kända oljereserver och den högsta outnyttjade produktionskapaciteten är Saudiarabien en ledande producent och exportör av dessa resurser. Oljan och gasen står för ungefär 90 procent av landets exportinkomster och utgör hälften av BNP. Landets ekonomi är starkt kopplad till de globala olje- och gaspriserna. Efter prisfallet på olja under 2010-talet, delvis orsakat av överproduktion, har Saudiarabiens budget minskat. Trots detta är landet en viktig handelspartner för länder som USA och Japan, vilket dämpar internationell kritik mot regimen.
Saudiarabien har en statsstyrd ekonomi som regleras genom femårsplaner. Efter inträdet i Världshandelsorganisationen (WTO) har landet behövt öppna upp sin ekonomi för utländska investeringar och modernisering. Även om privatiseringar och avregleringar har inletts, sker förändringarna långsamt. För att minska beroendet av oljeexport har regeringen satsat på att utveckla andra sektorer, som energi, telekommunikationer, naturgas och petrokemi. Trots dessa insatser är arbetslösheten hög, och det råder brist på kvalificerad arbetskraft. Regeringen har därför gjort stora investeringar i utbildning, infrastruktur och höjda offentliga löner.
Saudiarabien tillåter begränsad insyn i sina ekonomiska angelägenheter, vilket väckt frågor om landets ekonomiska stabilitet och de verkliga storlekarna på olje- och gasreserverna. Denna bristande transparens har skapat osäkerhet kring landets långsiktiga ekonomiska situation.
År 2018 var Saudiarabien den fjärde största biståndsgivaren i världen. Landet gav generösa bistånd åt andra muslimska länder likväl som till FN:s flyktingkommissariat (UNHCR).

### Näringsliv

#### Jord- och skogsbruk, fiske
I Saudiarabien sysselsätter jordbruket cirka fem procent av befolkningen och är begränsat av vattenbrist. Odlingsmarken utgör två procent av landets yta och består främst av oaser och konstbevattnade områden. Trots dessa begränsningar har stora investeringar gjorts för att öka jordbruksproduktionen och minska beroendet av importerade livsmedel. Avsaltningsanläggningar och borrade brunnar har förbättrat skördarna, men detta har lett till sjunkande grundvattennivåer och försaltning av mark. Viktiga grödor inkluderar vete, dadlar och vindruvor, och landet har även expanderat sin produktion av mejeriprodukter, vilket möjliggjort export av mjölk.

#### Energi och råvaror

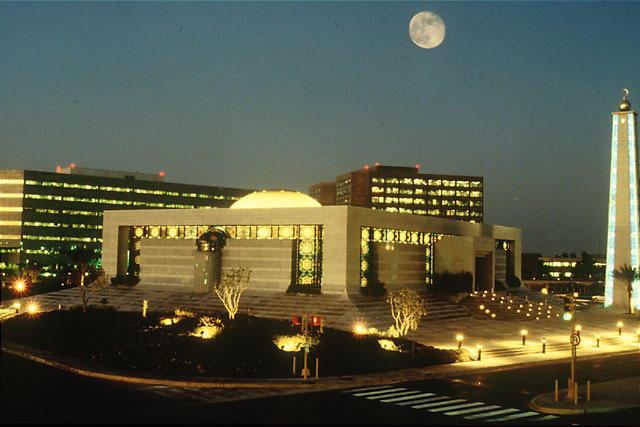
Saudi Aramco är det statliga oljebolaget.

Saudiarabien är en av världens ledande oljeproducenter och har några av de största kända oljereserverna globalt. Oljan, som utgör ryggraden i ekonomin, står för majoriteten av landets exportinkomster. Landet producerar även naturgas och bryter mineraler som kalksten, guld och fosfat. Stora satsningar görs för att diversifiera ekonomin och minska beroendet av fossila bränslen. Dessutom är Saudiarabien världsledande inom avsaltningsanläggningar, vilket är en kritisk teknik för att säkra tillgången på färskvatten.

#### Industri
Industrisektorn är nära kopplad till oljan, men omfattande insatser pågår för att bredda den ekonomiska basen. Stadsområden som al-Jubayl och Yanbu har utvecklats till industricentra med raffinaderier, byggmaterialindustrier och stålproduktion. Staten spelar en stor roll i de större industrierna, samtidigt som privata småskaliga verksamheter uppmuntras. Dessutom har landets satsningar på avsaltningsanläggningar bidragit till teknologiska framsteg inom vattenhantering.

#### Tjänster och turism
Turismen i Saudiarabien är starkt präglad av pilgrimsresor till de heliga städerna Mekka och Medina. Varje år besöker miljontals pilgrimer landet, vilket genererar betydande inkomster men ställer också krav på avancerad infrastruktur och säkerhet. Utöver religiös turism lockar historiska platser som Masmakpalatset och den traditionella stadsbebyggelsen i Jidda besökare. Röda havets kust erbjuder dessutom utmärkta möjligheter för dykning och snorkling, vilket bidrar till en växande turistnäring.

### Handel
Saudiarabiens handel är starkt beroende av oljepriset, eftersom oljan utgör cirka 90 procent av exporten. Landet har traditionellt haft ett stort handelsöverskott, och viktiga importvaror inkluderar maskiner, livsmedel och kemikalier. De främsta handelspartnerna är Kina, USA och Japan. Saudiarabien är medlem i Världshandelsorganisationen (WTO) och Gulf Cooperation Council (GCC), vilket ger landet tillgång till frihandel inom regionen.

### Infrastruktur

#### Transporter
Järnvägsnätets längd är 1 300 kilometer och till större delen enkelspårig. Vägnätets längd är 146 524 kilometer och till 50 % asfalterat. Det finns tre internationella flygplatser belägna i Jidda, Riyadh och Zahran. Saudiarabiens nationella flygbolag heter Saudi Arabian Airlines. De största hamnarna är oljehamnarna i Ras Tanura vid Persiska viken och Yanbu vid Röda havet. Omkring hälften av alla resande är pilgrimer till Mecka. Kustsjöfarten har stor regional betydelse för handeln och samfärdseln. En pipeline för olja leder från oljefälten vid Persiska viken till Djanbu vid Röda havet och är 2 200 kilometer lång.

#### Sjukvård, andra viktiga samhällstjänster
Medborgarnas sociala förmåner hör till de mest generösa i världen. Ingen statlig inkomstskatt tas ut, trots att skola – även högre utbildning – och hälsovård är avgiftsfri. Det finns även ett omfattande socialförsäkringssystem och priserna på bensin, elektricitet, vatten, gas och flygbiljetter är subventionerade av staten.

## Befolkning

### Demografi

Saudiarabiens befolkningspyramid (2006).

#### Urbanisering
Befolkningen i Saudiarabien är koncentrerad till städerna och de få oaserna.

#### Minoriteter
Befolkningen består till 90% araber. Dessutom har omkring 10% afroasiatiskt ursprung. I landet bor omkring 400 stammar av vilka ännu idag några lever som nomader eller halvnomader.
Folkmängden var år 2007 omkring 24 miljoner inkluderande omkring 6,5 miljoner legalt i landet boende utlänningar varav de flesta är gästarbetare. De största grupperna av gästarbetare består av indier (1,7 miljoner), filippiner (1,0 miljoner) och pakistanier (0,85 miljoner). Det finns också egyptiska, indonesiska, syriska och jemenitiska gästarbetare i landet.

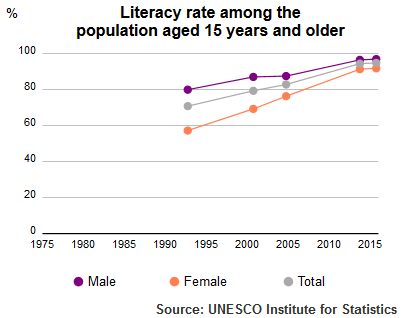
Unesco läskunnighet Saudiarabiens befolkning äldre än 15 år 1990-2015

#### FN:s utvecklingsmål
| Av åldersklassen påbörjas grundskolan av (2000–2001)    | 96,1 % |
| Läskunniga 15–24-åringar                                | 93,5 % |
| Flickor/pojkar i grundskola                             | 0,92   |
| Andelen kvinnor av arbetskraften (förutom i jordbruket) | 14 %   |
| Antalet kvinnliga folkvalda                             | –      |
| Dödlighet bland barn under 5 år/1000 levande födda      | 28     |
| Barnsängsdöd/100 000 förlossningar                      | 23     |
| Insjuknade i tuberkulos/100 000 invånare                | 27     |
| Ton koldioxidutsläpp/invånare                           | 11,7   |
| Telefonabonnemang, mobila eller fasta/100 invånare      | 25,8   |
| Internetanvändare/100 invånare                          | 1,3    |

Källa: UNDP Human Development Report 2003

### Religion
Islam är statsreligion och den enda religion som får utövas av saudier. På Arabiska halvön uppstod en allians i mitten av 1700-talet mellan en religiös rörelse ledd av Muhammad ibn Abd al Wahhab som har fått benämningen ”wahhabism”, och klanen al Saud, förfäder till dagens ledarskap. Denna allians består och utgör grundvalen för Saudiarabiens politiska/religiösa styre där wahhabismen är statsideologi. Wahhabismen är en fundamentalistisk tolkning av sunni islam till vilken det stora flertalet sunniter i landet bekänner sig. Den shiitiska minoriteten, som utgör cirka 15 procent av befolkningen, dominerar landets östra delar.

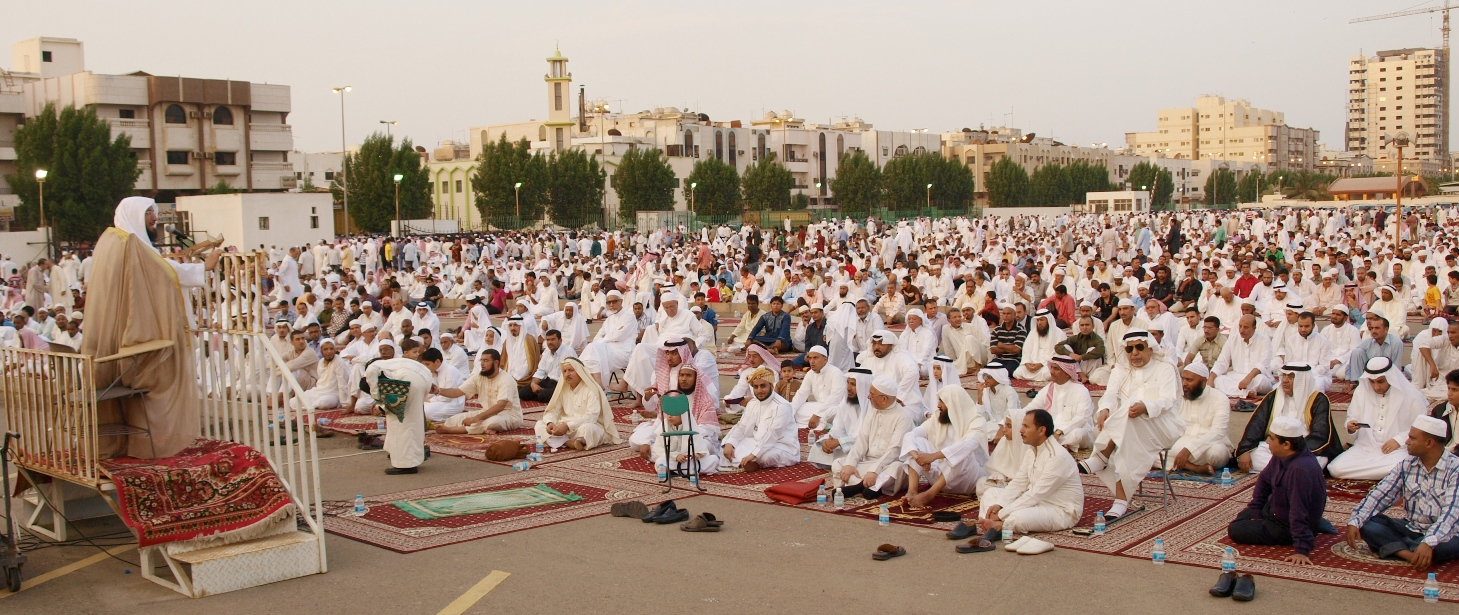
Idgah i Jidda

Efter Muhammad ibn Abd al Wahhabs (även känd som ”Schejk Muhammed”) död kallades hans ättlingar "Al al-Shejk", "av Schejks ätt", som har bevarat sin separata identitet in i våra dagar och medlemmar av ätten är ingifta i huset al-Saud. De intar en framträdande roll inom ulama (de religiösa lärde som styr och reglerar det religiösa livet i landet) och är mäktigast i ministerrådet näst efter kungafamiljen al-Saud själv. Medlemmar av klanen Schejk har även viktiga ledande poster inom polisen och de väpnade styrkorna.

#### Spridande av wahabbism
Saudiarabien lägger sedan 1970-talet stora summor på att sprida wahabbismen internationellt och landets utgifter för religiösa ändamål utomlands ligger på mellan 2 och 3 miljarder dollar årligen (2007). Dessa medel har gått till 1500 moskéer, 210 islamiska center och dussintals koranskolor och muslimska skolor världen runt. Landet trycker mycket wahhabisk litteratur som säljs utomlands. Den saudiska missionen i utlandet organiseras av saudiarabiska staten genom att finansiera organisationen Muslim World League (MWL) som har cirka 30 kontor på fem kontinenter, bland annat i London. World Assembly of Muslim Youth (WAMY) är en underorganisation till MWL.

## Internationella rankningar
| Organisation                                | Undersökning                   | Rankning   |
| ------------------------------------------- | ------------------------------ | ---------- |
| Heritage Foundation/The Wall Street Journal | Index of Economic Freedom 2019 | 91 av 180  |
| Reportrar utan gränser                      | Pressfrihetsindex 2019         | 172 av 180 |
| Transparency International                  | Korruptionsindex 2018          | 58 av 180  |
| FN:s utvecklingsprogram                     | Human Development Index 2018   | 36 av 189  |